# Sheasmör

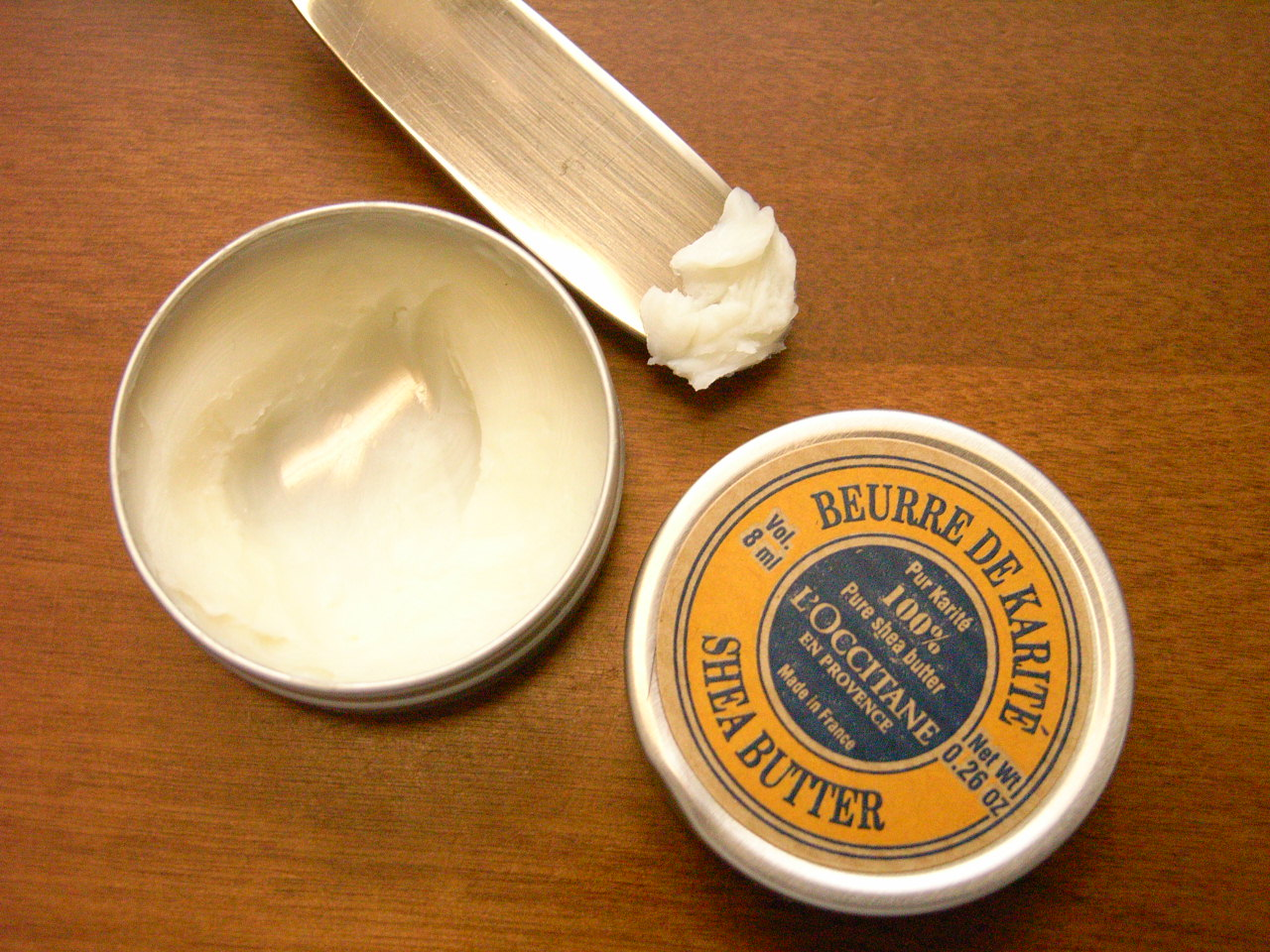
Sheasmör.

Sheasmör, shismör, karitésmör, nötfett, bassiasmör (CAS-nr 194043-92-0) är ett vegetabliskt fett som pressas ur sheanötter, det vill säga smörträdets frön (Vitellaria paradoxa). Det ingår i många olika skönhetsprodukter, framför allt läppbalsam.
Träden växer i Afrika och Indien och har där ungefär samma betydelse som oljepalmen. Sheasmöret är viktig för folket i dessa delar av världen, vilka använder det till lotion med mera. Såväl i Afrika som Japan används det som matfett. Det kan även verka som solskyddsmedel med solskyddsfaktor 3 på grund av cinnamaterna. Sheasmör påstås främja pigmentbildningen.

## Framställning
Nötkärnorna krossas eller mals, varefter fettet utvinns genom kallpressning (<30 °C) eller varmpressning (80–120 °C), av vilka den senare är vanligast och verkar samtidigt reducerande på fettets lukt. Slutligen sker raffinering med filtrering, luktreducering och blekning med hjälp av syror och alkalier.

## Egenskaper
Sheasmöret är ett fast fett, segt, klibbigt och ibland grynigt. Grynigheten försvinner när fettet smälts, men kan komma tillbaka när det stelnar. Fettets färg är grågrön, ljusgrön, gråvit eller vit beroende på hur det avfärgats. Det har smak och svag kakaolik doft, men oraffinerat fett har en stark och obehaglig lukt.
Sheasmöret smälter naturligt vid 28–45 °C, men det som saluförs i handeln har smältpunkt i intervallet 35–45 °C.
Det är olösligt i vatten, glycerin och alkohol och en blandning måste skakas om före användning. Det kan däremot obehindrat blandas med vegetabiliska eller eteriska oljor och kan smältas samman med fetter, hartser och vaxer.
Sheasmörets sammansättning av olika fettsyror är stearinsyra 35–45 %, palmitinsyra 3–7 % oljesyra 45–55 %, linolsyra 3–8 % och linolensyra <1 %.
Fettet har en hållbarhet på 3–5 år om det förvaras svalt i ett mörkt och tätt kärl.

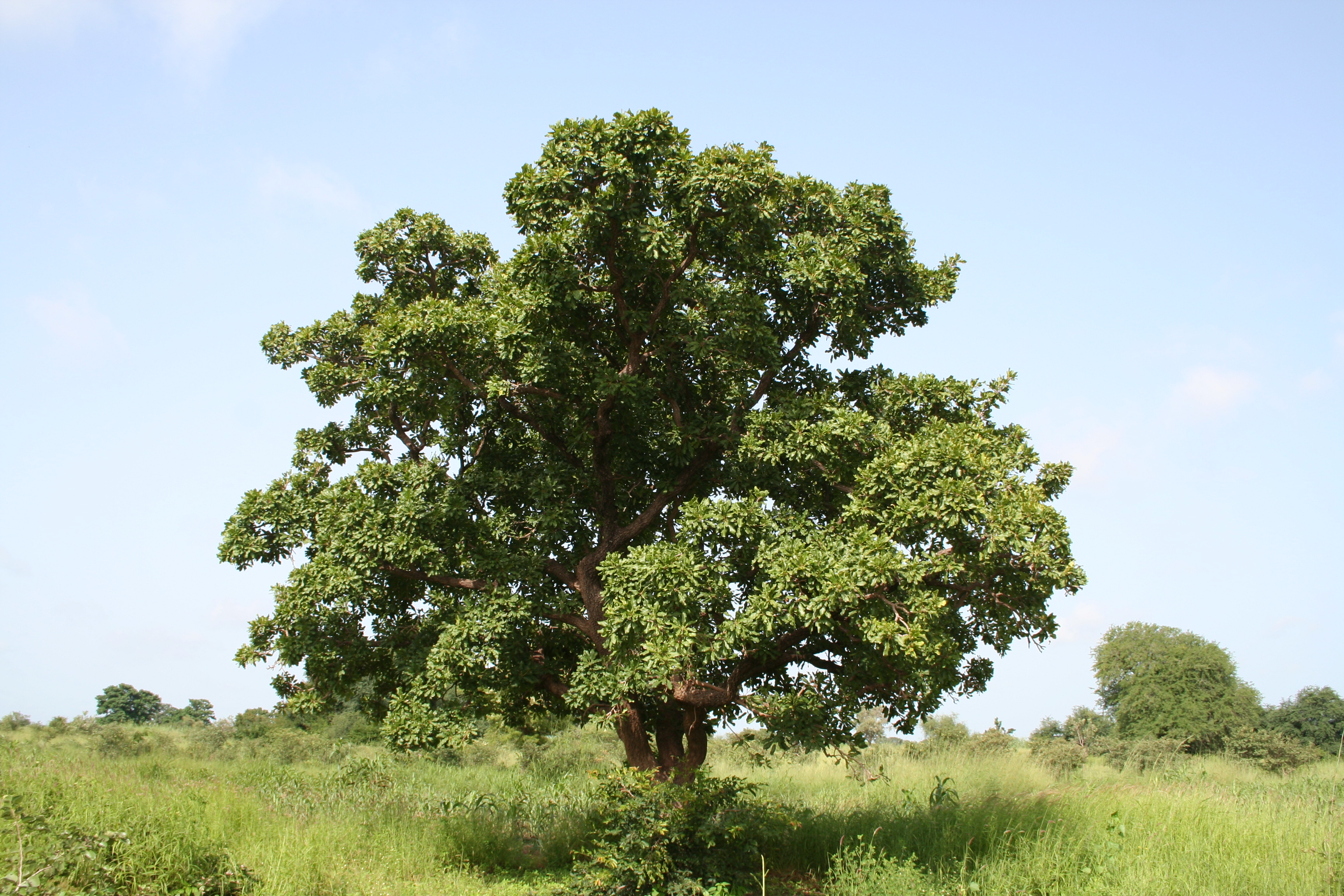
Smörträd
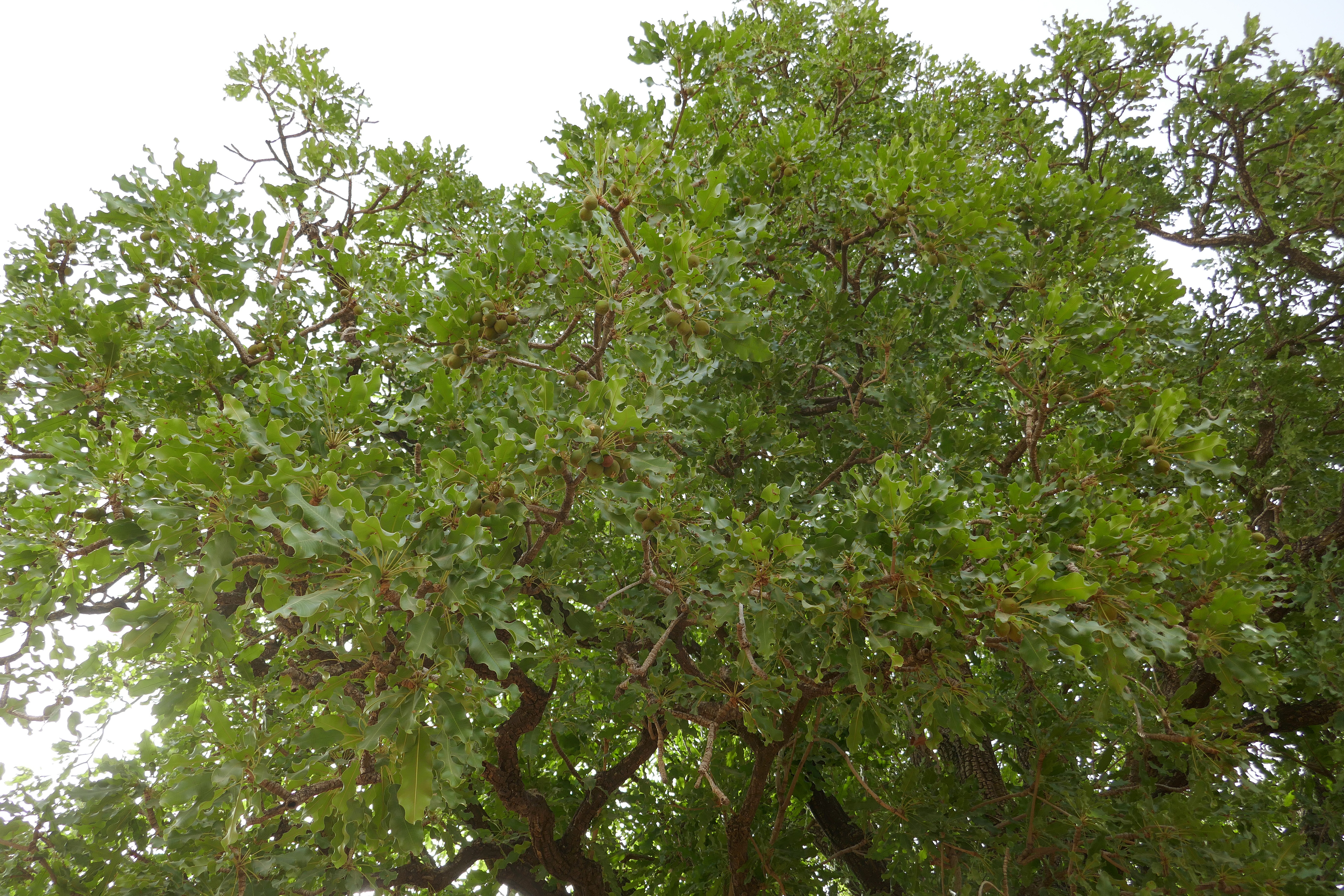
Närbild på träd med nötter
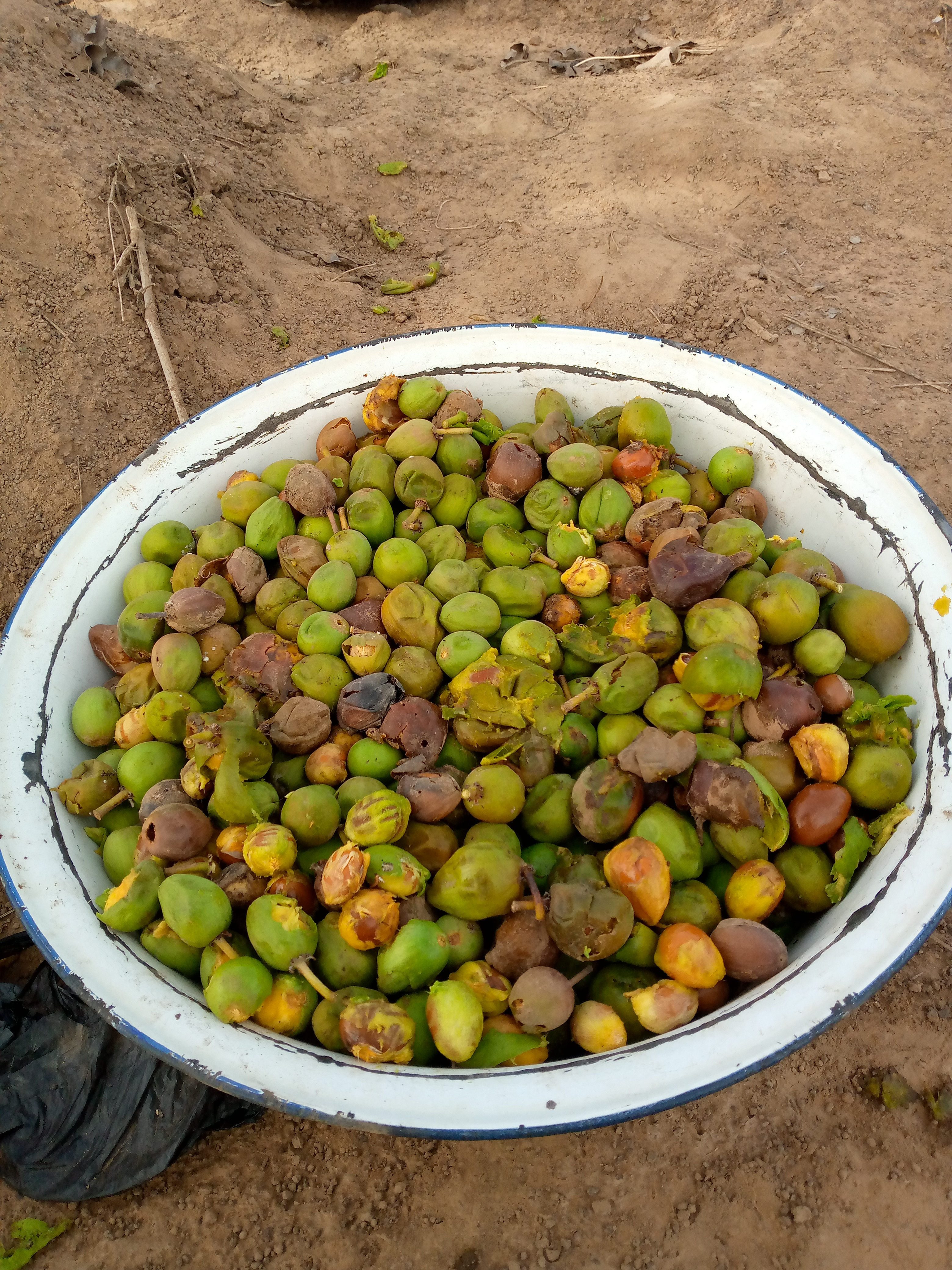
Nyinsamlade sheanötter
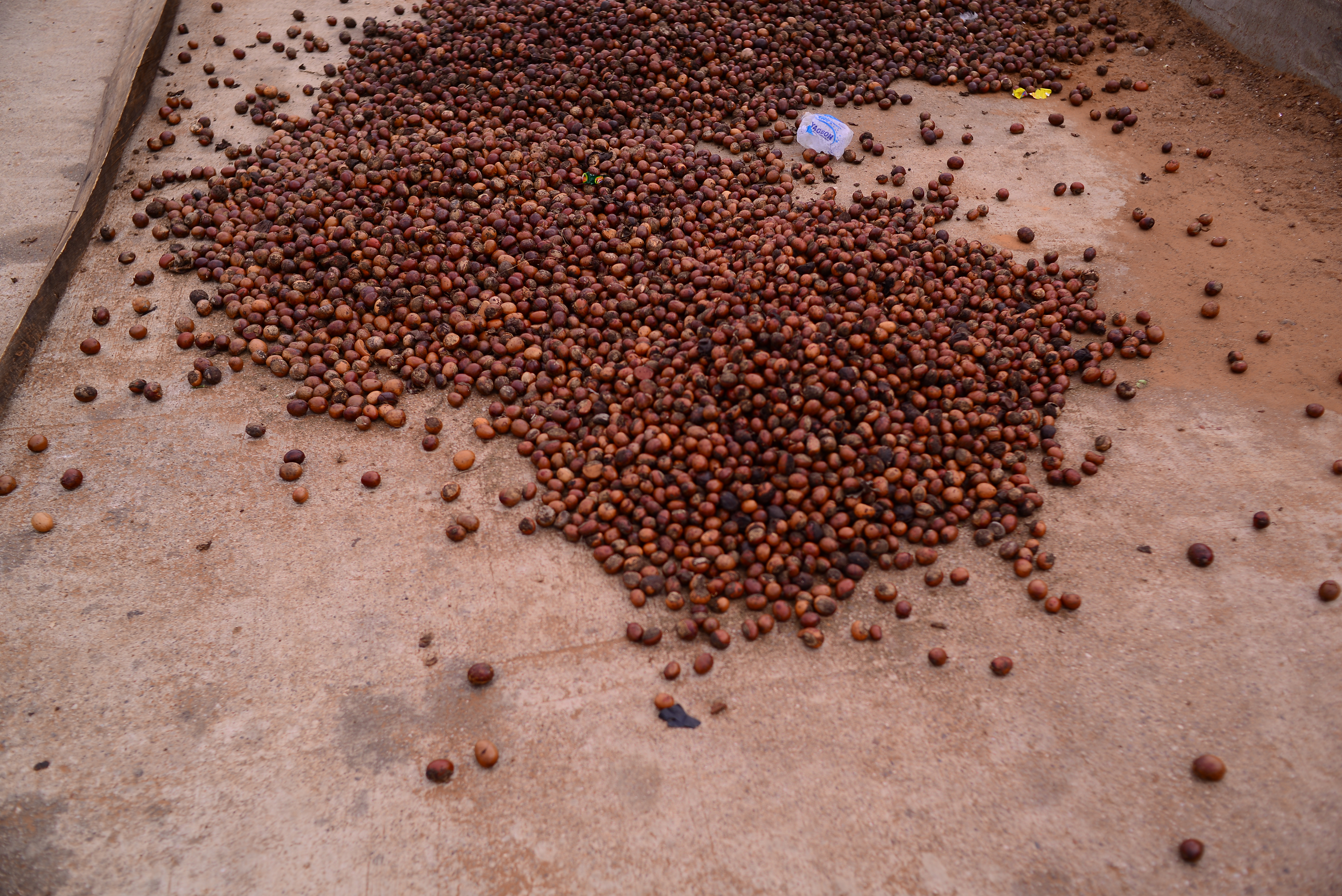
Sheanötter som ligger på torkning
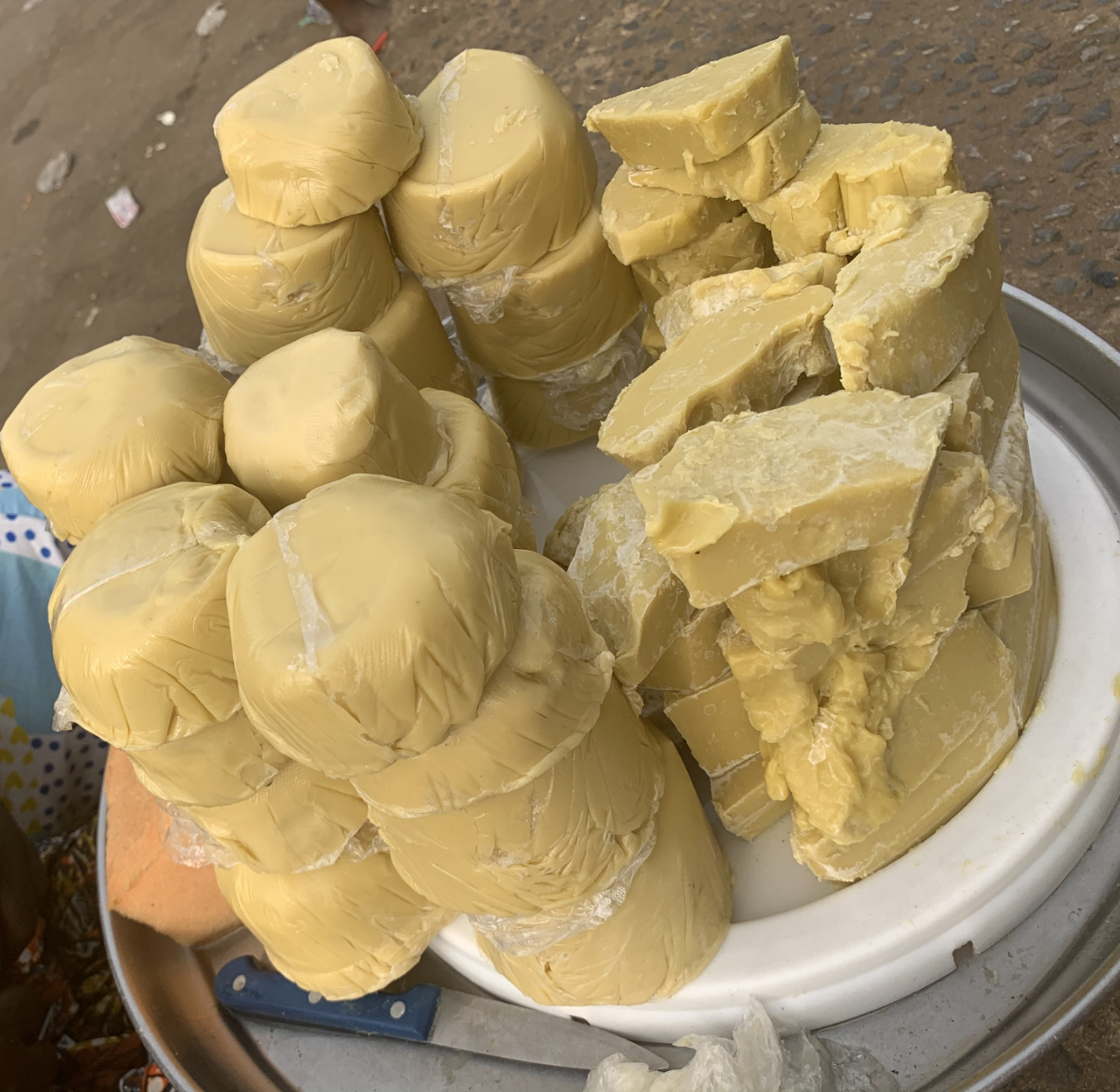
Sheasmör
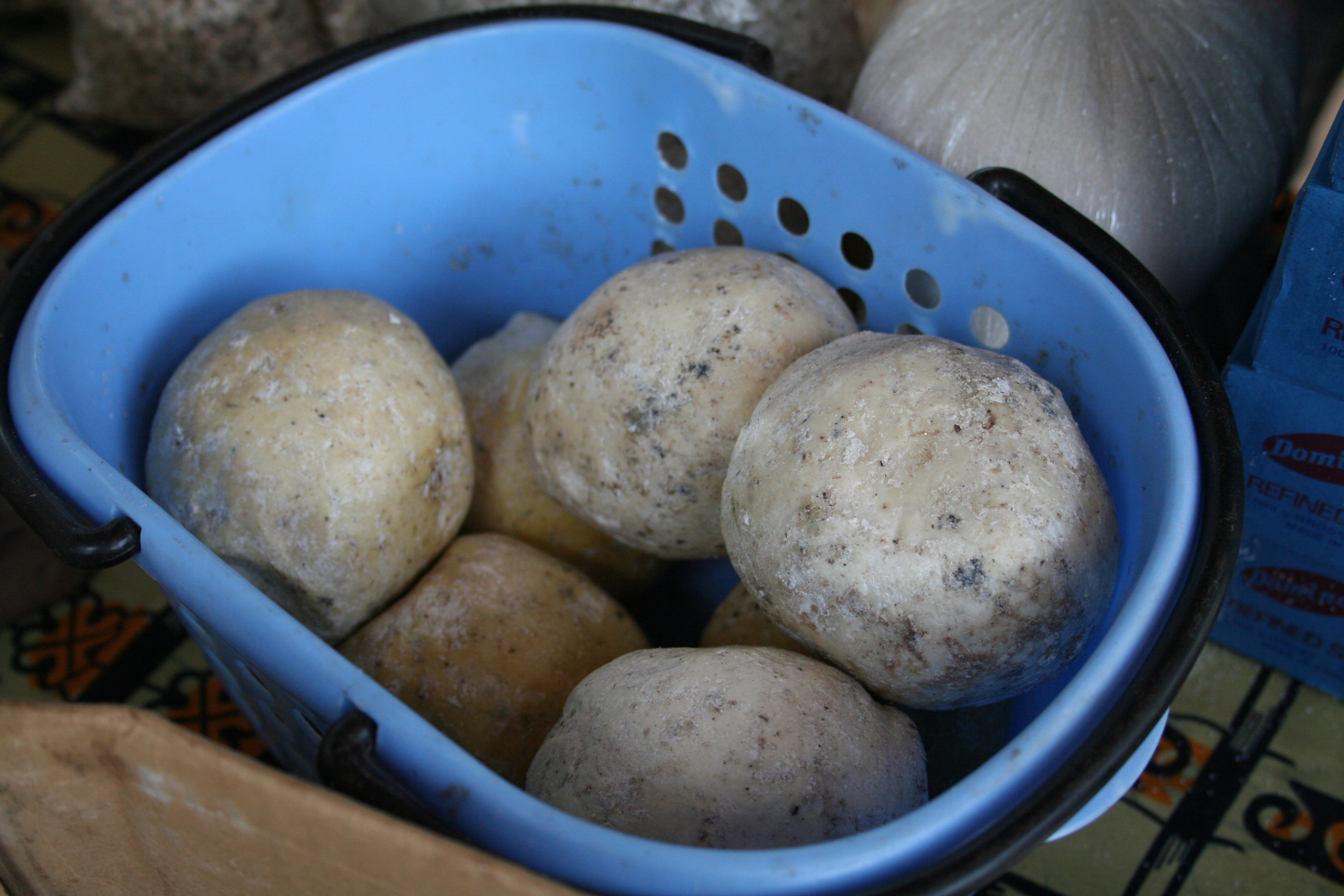
Sheatvål
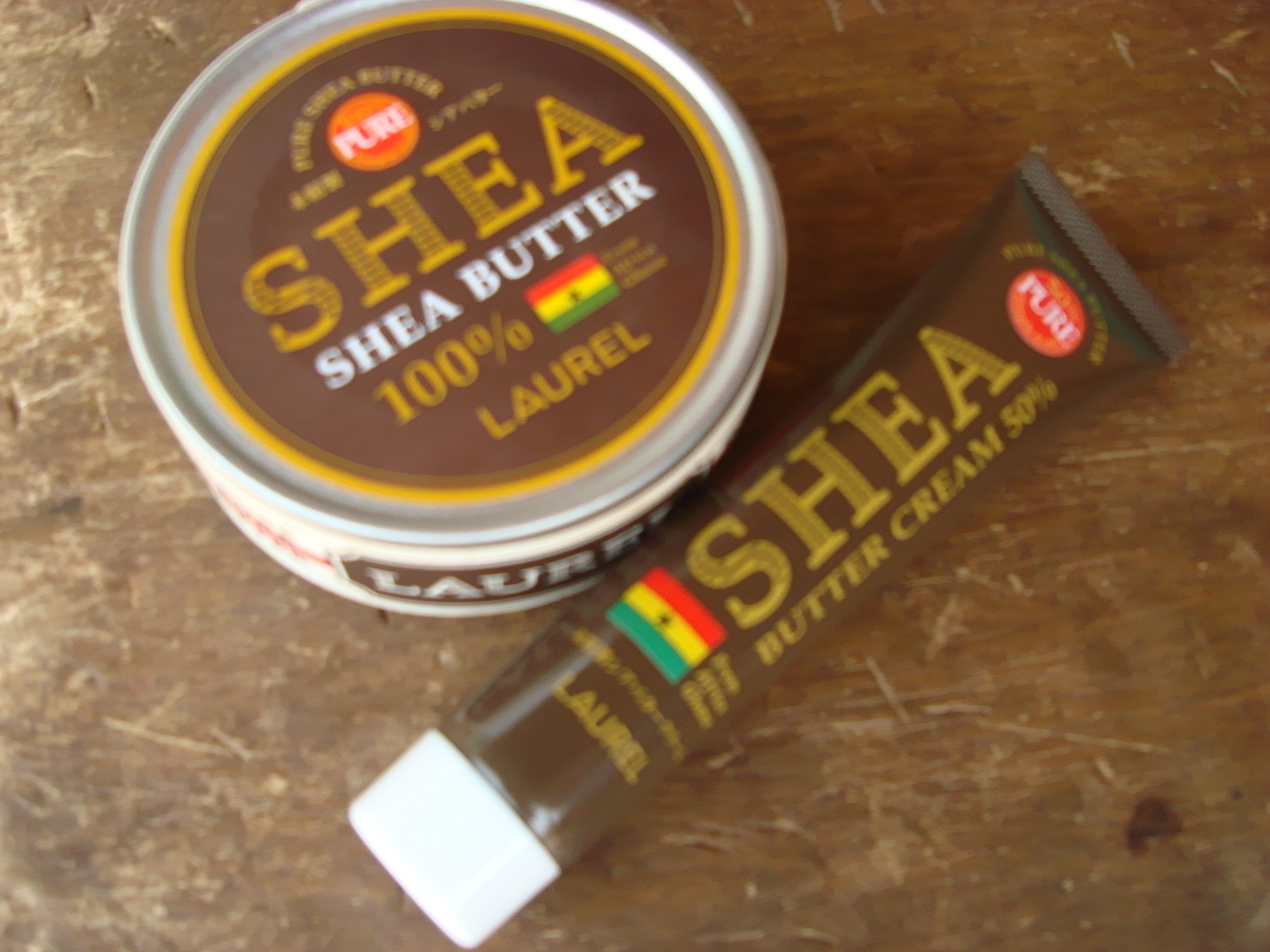
Sheasmör på burk och i tub